# Stepan Tarabalka
Stepan Ivanovyč Tarabalka (in ucraino Степан Іванович Тарабалка?; Korolivka, 9 gennaio 1993 – cielo della provincia di Žytomyr, 13 marzo 2022) è stato un militare e aviatore ucraino.

## Biografia
Pilota di MiG-29, dopo aver affrontato numerosi velivoli nemici sin dall’inizio dell’invasione russa dell'Ucraina, venne abbattuto durante un combattimento aereo. Considerato un asso dell'aviazione, per il suo valore dimostrato in combattimento fu insignito del titolo di Eroe dell'Ucraina (alla memoria) e di cavaliere dell'Ordine della Stella d'Oro.
Nonostante varie testate giornalistiche internazionali non specialistiche gli abbiano attribuito l’identità del famigerato “Fantasma di Kiev”, in un comunicato ufficiale, lo stesso Comando dell'Aeronautica militare ucraina ha smentito la cosa dichiarando che pur essendo morto eroicamente in battaglia, Tarabalka non ha abbattuto 40 aerei, cifra che invece sarebbe il totale di quelli distrutti cumulativamente da tutti i piloti della 40ª Brigata aerotattica.